# Sprogundervisning
Sprogundervisning er den formaliserede undervisningsproces hvorigennem en person kan lære et andetsprog eller fremmedsprog. Det er hovedsageligt en gren af anvendt lingvistik, men kan også være et interdisciplinært felt. Der findes fire centrale kategorier for sprogundervisning: kommunikative kompetencer, færdigheder, tværkulturelle oplevelser og flere læsefærdigheder.
Øget globalisering har skabt et stort behov for en arbejdsstyrke, der kan kommunikere på flere sprog. Fælles sprog anvendes i områder såsom handel, turisme, internationale relationer, teknologi, medier og videnskab.